# Ervin Hall
Ervin Hall (Estados Unidos, 2 de julio de 1947) es un atleta estadounidense retirado, especializado en la prueba de 110 m vallas en la que llegó a ser subcampeón olímpico en 1968.

## Carrera deportiva
En los JJ. OO. de México 1968 ganó la medalla de plata en los 110 metros vallas, con un tiempo de 13.42 segundos, tras su compatriota Willie Davenport que con 13.33 s batió el récord olímpico, y por delante del italiano Eddy Ottoz (bronce con 13.46 segundos).